# Září 2019
Toto je archivovaný článek z portálu Aktuality.
1. září – neděle

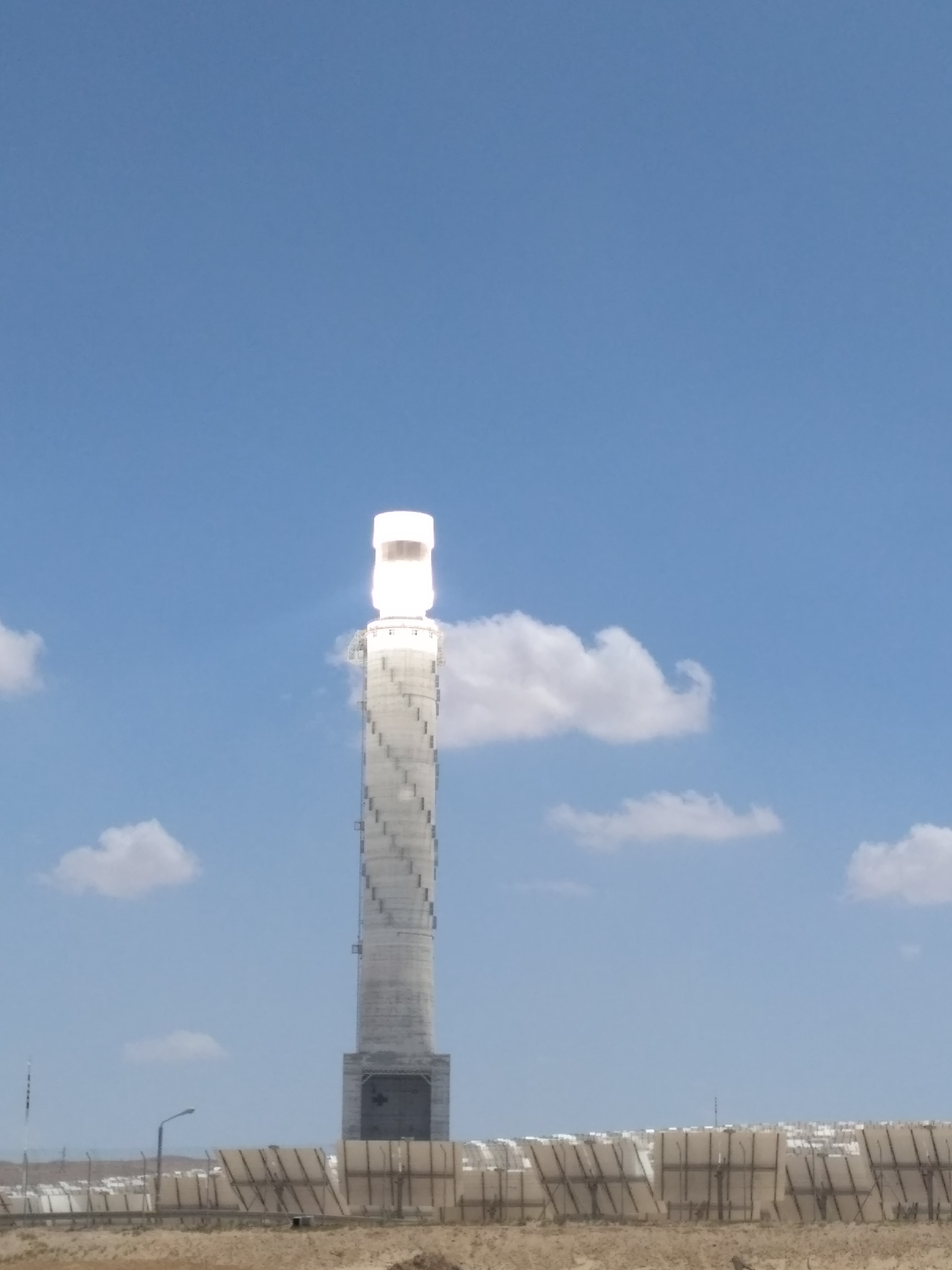
Elektrárna Ašalim

 U izraelské vesnice Ašalim v Negevské poušti byla uvedena do provozu další část obří solární elektrárny Ašalim (na obrázku). 
3. září – úterý
 Hurikán Dorian, který zpustošil severní Bahamy, se pomalu pohybuje směrem k pobřeží Floridy. Z pobřežních oblastí amerických států Florida, Georgie, Severní a Jižní Karolína byly evakuovány statisíce lidí. 
 Britský premiér Boris Johnson utrpěl porážku v Dolní sněmovně britského parlamentu, když poslanci prosadili na program Dolní sněmovny debatu o návrhu zákona proti brexitu bez dohody. Premiér zároveň přišel o parlamentní většinu. 

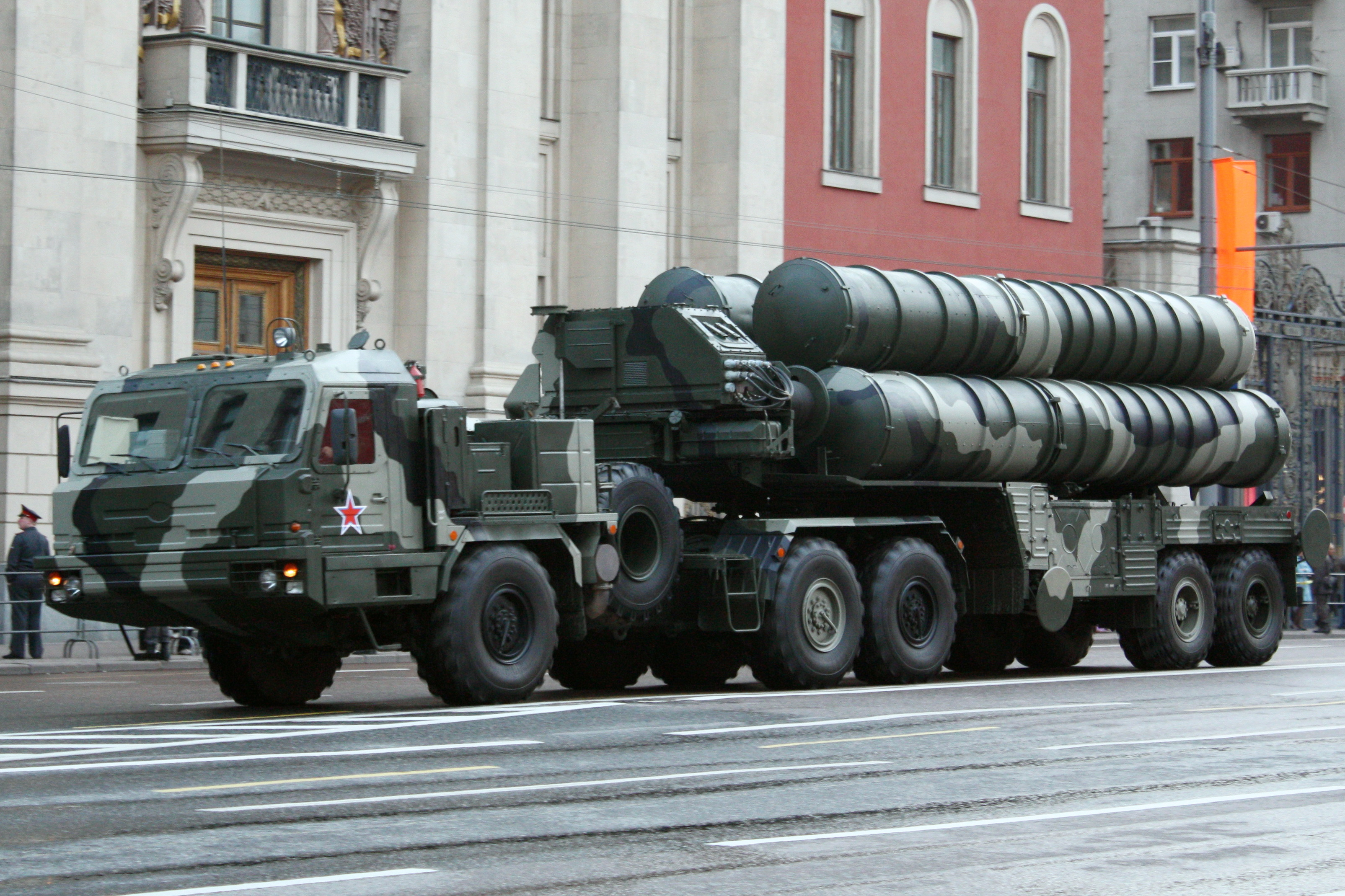
S-400

5. září – čtvrtek
 Ve věku 88 let zemřel Jaroslav Weigel, malíř, grafik, scénograf, herec a dlouholetý člen Divadla Járy Cimrmana. 
6. září – pátek
 Indická kosmická agentura ztratila kontakt s přistávacím modulem sondy Čandraján-2 při pokusu o přistání na Měsíci. 
 Ve věku 95 let zemřel v Singapuru Robert Mugabe (na obrázku), zimbabwský politik, prezident a diktátor. 

7. září – sobota

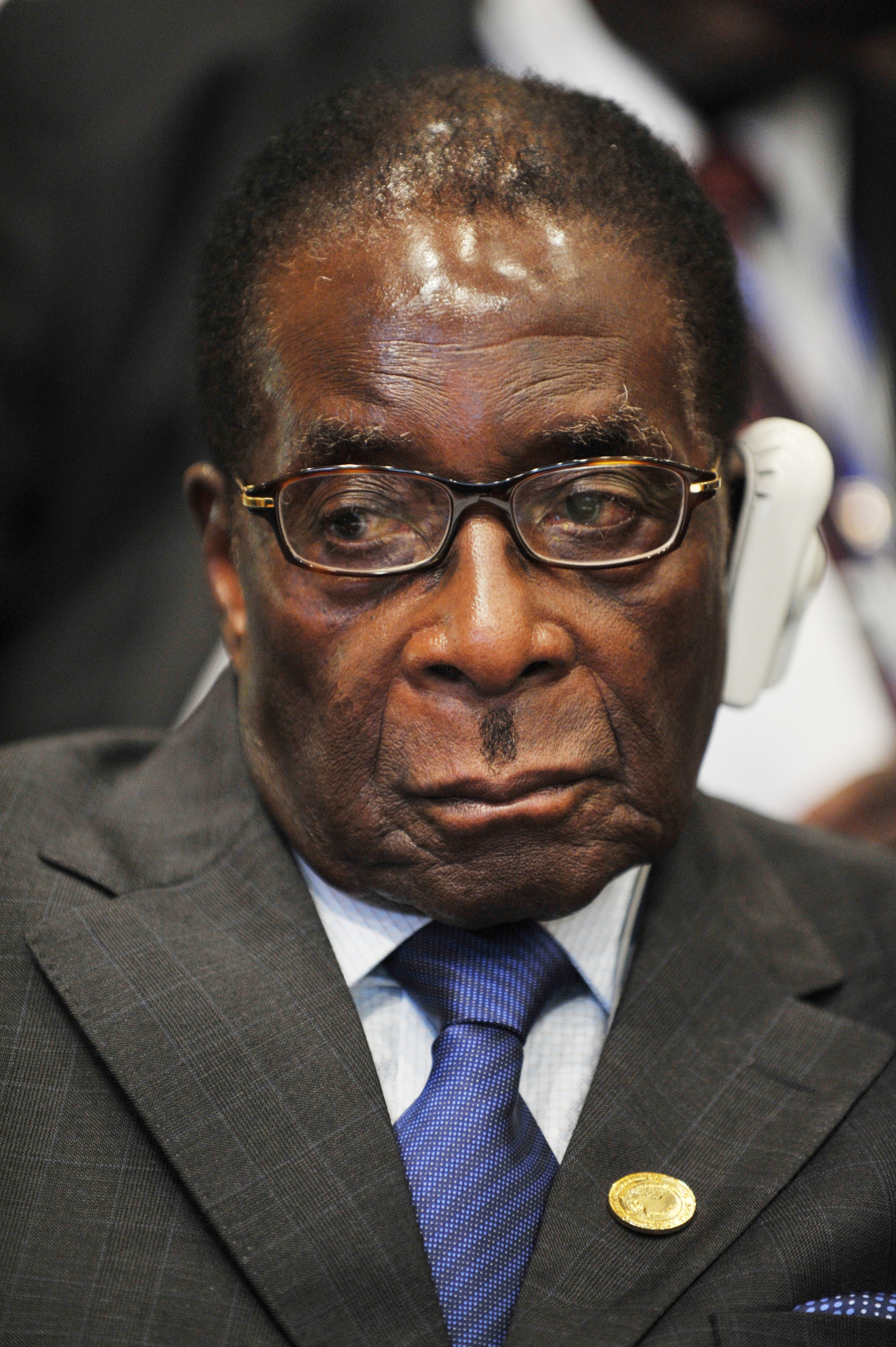
Robert Mugabe

 Ukrajinská krize: Rusko a Ukrajina provedly výměnu sedmdesáti vězňů včetně ukrajinského režiséra Oleha Sencova, čtyřiadvaceti ukrajinských námořníků zajatých v Kerčském průlivu a Volodymyra Cemacha, stíhaného v kauze sestřelení letu Malaysia Airlines 17. 
8. září – neděle
 Ke stému výročí Bauhausu otevřela německá kancléřka Angela Merkelová v Dessau nové muzeum. 
 Hurikán Dorian zasáhl kanadské Pobřežní provincie. 
 Americký prezident Donald Trump ukončil mírové rozhovory s afghánským hnutím Tálibán, poté co byl při sebevražedném útoku v Kábulu zabit americký voják. 
9. září – pondělí

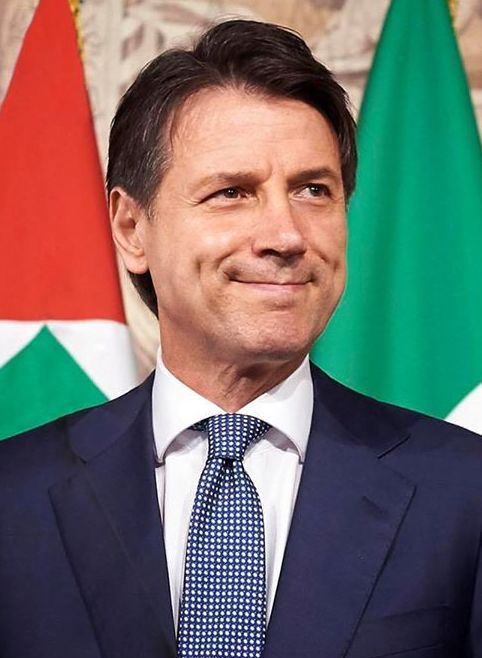
Giuseppe Conte

 Poslanci italského parlamentu vyslovili důvěru nové vládě premiéra Giuseppe Conteho (na obrázku). 
10. září – úterý
 Archeologický průzkum na místě předpokládaného pohřebiště Koncentračního tábora Lety potvrdil přítomnost lidských ostatků. 
 Nejméně 30 lidí zemřelo v tlačenici v iráckém městě Karbalá při oslavách ší'itského svátku Ašúra. 
 Izraelský premiér Benjamin Netanjahu slíbil před nadcházejícími parlamentními volbami provedení anexe palestinských území v Jordánském údolí. 
 Český prezident Miloš Zeman odcestoval na oficiální návštěvu Srbska. 
13. září – pátek
 Městské státní zastupitelství v Praze rozhodlo o zastavení stíhání všech obviněných, včetně premiéra Andreje Babiše, v tzv. kauze Čapí hnízdo. 
14. září – sobota
 Rozsáhlý dronový útok zasáhl dvě klíčová zařízení na zpracování ropy v Saúdské Arábii. Následkem útoku se ropná produkce země snížila o 50 %, tedy o více než 5 % světové ropné produkce. 
16. září – pondělí
  Britský premiér Boris Johnson neuspěl v Lucemburku při jednání se šéfem Evropské komise Jeanem-Claudeem Junckerem, kde se pokoušel vyjednat nové podmínky pro Brexit; protesty veřejnosti proti jeho přítomnosti mu nakonec nedovolily ani zúčastnit se závěrečné tiskové konference. 
17. září – úterý

 V reakci na dronový útok na dvě klíčová zařízení (Abkajk a Churajs) na zpracování ropy v Saúdské Arábii nabídl ruský prezident Vladimir Putin Saúdské Armádě prodej systému protiraketové obrany S-400 (na obrázku). 
19. září – čtvrtek
 Volby do Knesetu vyhrála pravicová koalice Modrobílí vedená Binjaminem Gancem, když těsně porazila stranu Likud stávajícího premiéra Benjamina Netanjahua. Historického úspěchu dosáhla koalice arabských stran. 
20. září – pátek
 Ve více než 20 městech Česka proběhly Školní stávky pro klima – součást celosvětové iniciativy na ochranu klimatu, tentokrát i s podporou dospělých. Stávky klimatického hnutí, inspirovaného Gretou Thunbergovou, požadující urychlené řešení klimatické krize, proběhly ve více než 150 zemích a účastnilo se jich několik milionů lidí. 

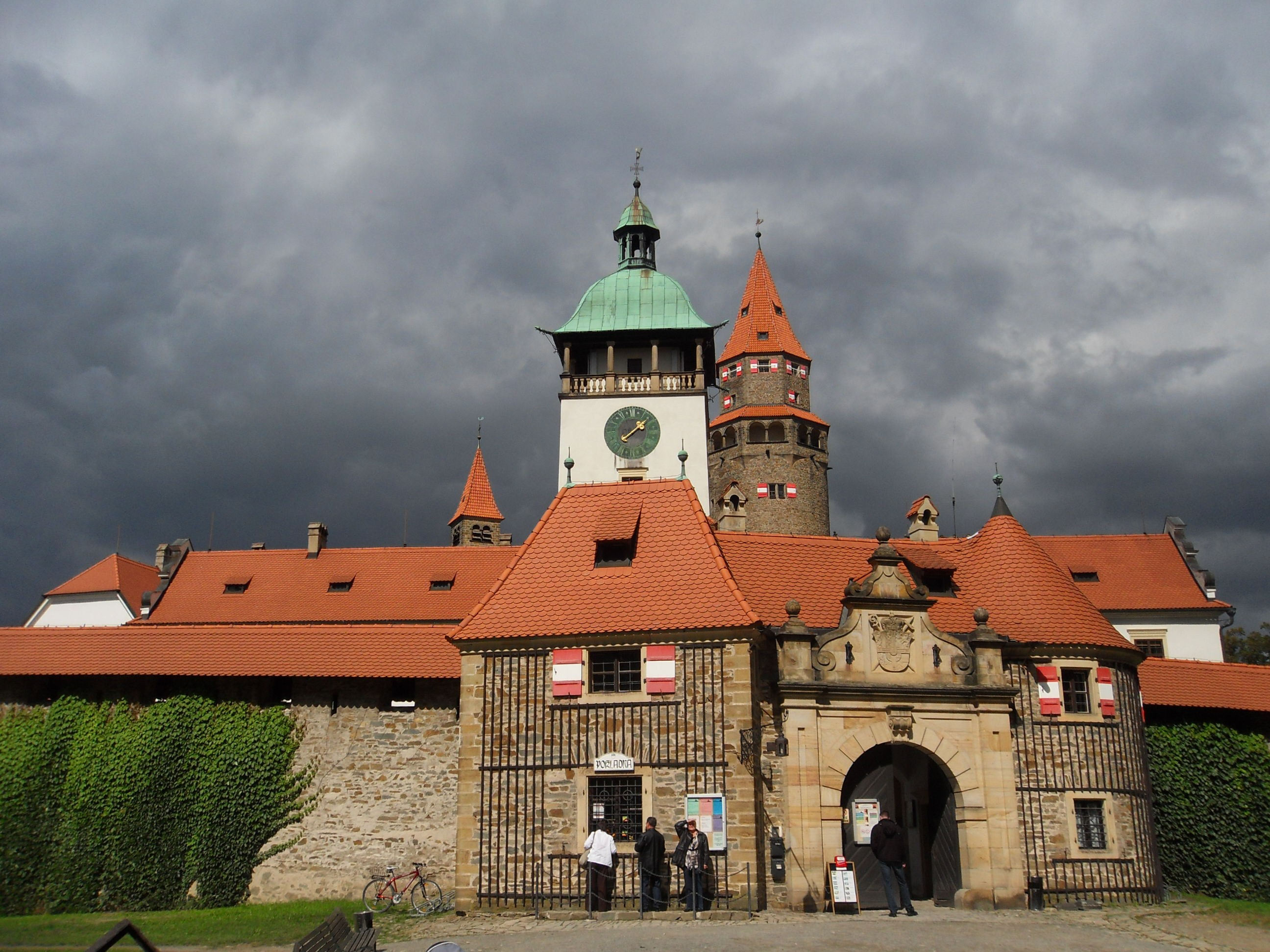
Hrad Bouzov

 Ústavní soud České republiky odmítl opakovanou žádost Řádu německých rytířů o navrácení hradu Bouzov (na obrázku) a jedna z nejnavštěvovanějších moravských památek tak zůstane ve vlastnictví státu. 
 Nejméně 30 civilistů bylo zabito při útoku amerického dronu v afghánské provincii Nangarhár, poté co byli zaměněni s bojovníky Islámského státu, který v provincii operuje. 
23. září – pondělí
 Jedna z největších cestovních kanceláří na světě, britská  Thomas Cook ohlásila bankrot kvůli finančním potížím a pro několik set tisíc jejích klientů je nyní potřeba zajistit dopravu zpět do místa odletu. 
 V New Yorku se uskutečnil za účasti nejvyšších představitelů Summit OSN pro klimatickou akci 2019. Setkání zahájil Generální tajemník OSN António Guterres a zástupci více než 60 zemí na něm přednesli nové závazky na řešení klimatické krize. 
25. září – středa
 V Pekingu bylo otevřeno nové mezinárodní letiště Ta-sing, jeho výstavba je největší investicí v historii čínského civilního letectví. 
26. září – čtvrtek

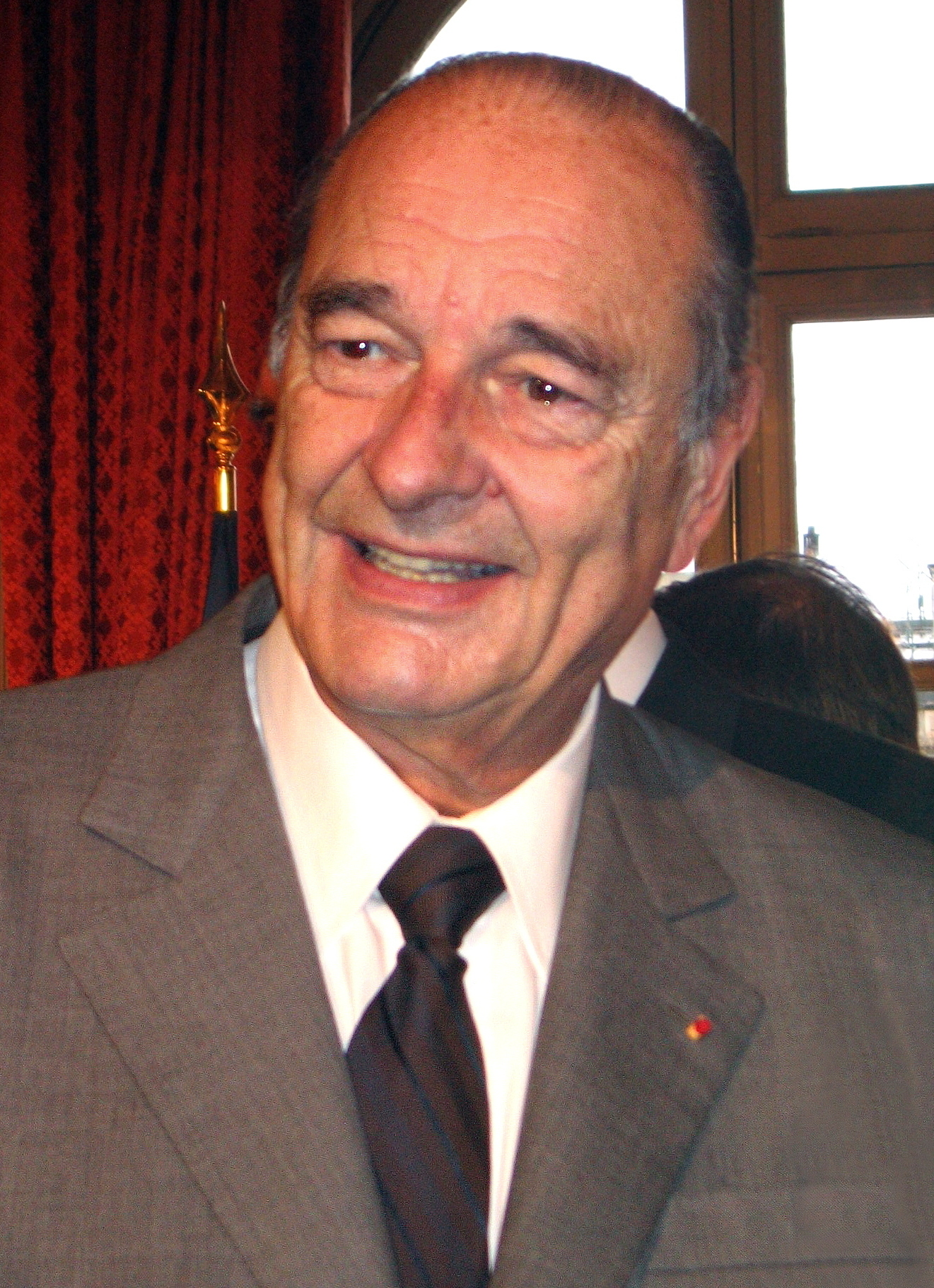
Jacques Chirac

 Ve věku 87 let zemřel Jacques Chirac (na obrázku), francouzský politik, premiér, prezident a bývalý starosta Paříže. 
 K Mezinárodní vesmírné stanici odstartovala kosmická loď Sojuz MS-15, na jejíž palubě je první astronaut Spojených arabských emirátů Hazza Al Mansúrí. 
27. září – pátek
 Ve věku 85 let zemřel český režisér Jan Schmidt. 
 Stávek za klima se na celém světě zúčastnilo 6,6 miliónu lidí. Na mítink v Montréalu, kde pobývala Greta Thunbergová, přišlo půl milionu účastníků. Po celém Rusku protestovalo 650 lidí. 
29. září – neděle
 Rakouská lidová strana stávajícího kancléře Sebastiana Kurze zvítězila předčasných parlamentních volbách. :
30. září – pondělí

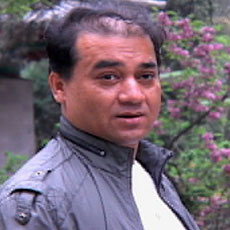
Ilham Tohti

 Bylo oznámeno, že Sčítání lidu 2021 v Česku proběhne 27. března 2021. 
 Za zesnulého bývalého prezidenta Jacquesa Chiraka držela Francie státní smutek. 
 Rada Evropy udělila Cenu Václava Havla za lidská práva ujgurskému právníkovi Ilhamu Tohti (na obrázku) a Mládežnické iniciativě za lidská práva, která působí na Balkáně. 
 Slovinská letecká společnost Adria Airways požádala o ochranu před věřiteli a zrušila všechny lety. 
 Irák a Sýrie otevřely hraniční přechod Al-Káim zničený bojovníky Islámského státu v roce 2014. 